# Kumkvat
A kumkvat (Fortunella) a rutafélék családjába tartozó növénynemzetség.

## Elterjedése
Délkelet-Ázsiában honos. Hosszú ideje termesztik Indiában, Japánban, Tajvanon, a Fülöp-szigeteken. Európában Robert Fortune, a Royal Horticultural Society gyűjtője mutatta be 1846-ban, majd nem sokkal ezután Észak-Amerikában.

## Leírás
A nemzetség fajai lassan fejlődő örökzöld cserjék vagy alacsony fák, amelyek a 2,5–4,5 méteres magasságot is elérhetik. Leveleik fényes zöldek. Virágaik – hasonlóan más citrusok virágaihoz – fehérek, magányosan vagy csoportosan fejlődnek a levélhónaljakban. Mérettől függően egy kumkvatfa gyümölcsök százait vagy akár ezreit képes minden évben teremni.
A fa lehet vízkedvelő (hidrofita) is: vízben nő, és a parthoz közel gyakran úsznak gyümölcsök a víz felszínén az érési időszak alatt.[forrás?]

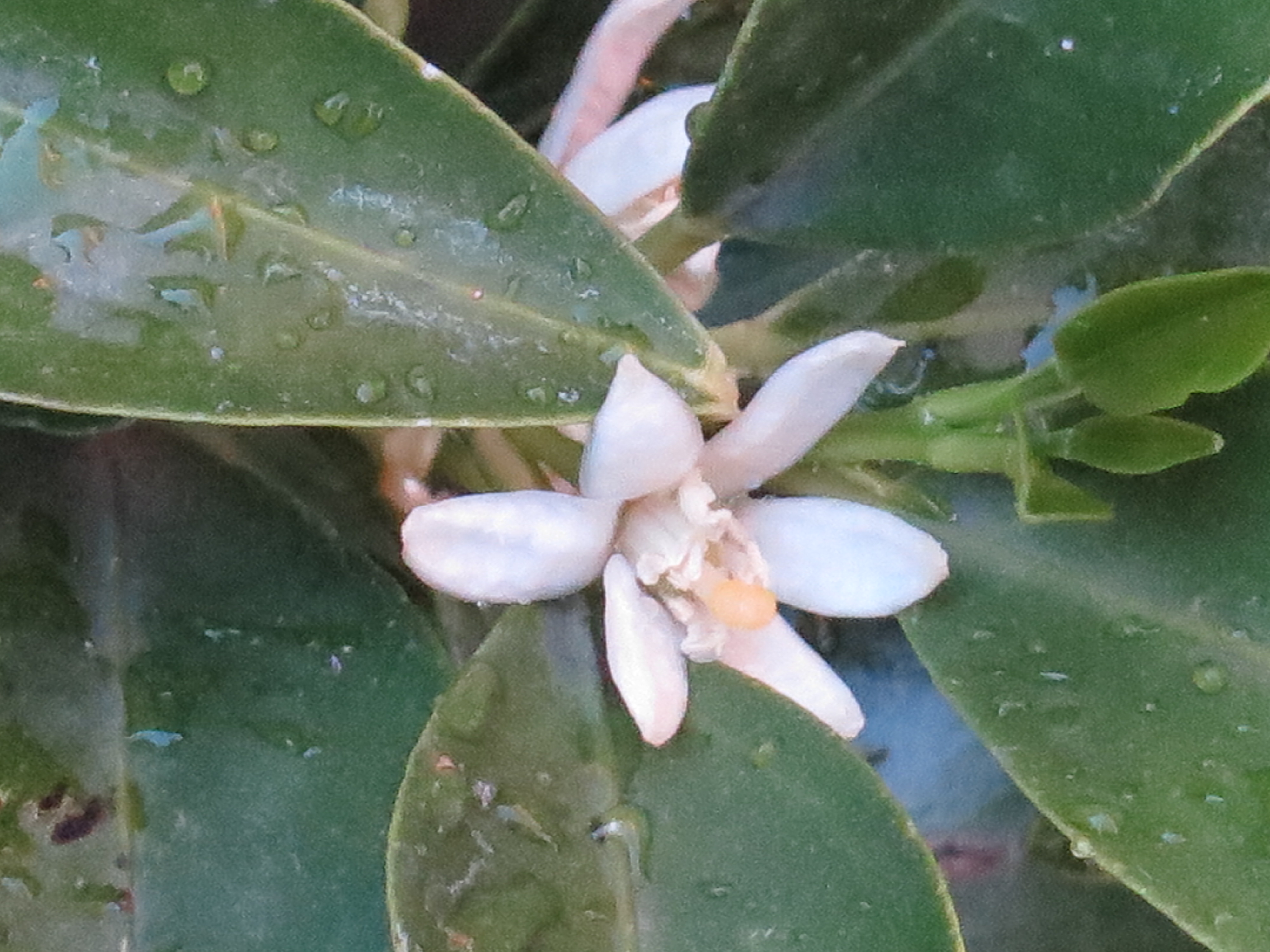
Egy kumkvatfaj virága

## Fajok
- Fortunella crassifolia
- Fortunella hindsii – hongkongi kumkvat, vad-kumkvat[1];
- Fortunella japonica (syn. Citrus japonica) - japán kumkvat[1];
- Fortunella margarita (syn. Citrus margarita) – törpemandarin[1];
- Fortunella obovata (syn. Citrus obovata)
- Fortunella polyandra (syn. Citrus polyandra) – maláj kumkvat[1].

## Termesztése
Kumkvatot termesztenek Kínában, Koreában, Japánban, Tajvanon, Délkelet-Ázsiában, Nepálban, Dél-Pakisztánban, Iránban, Izraelben, a Közel-Keleten, Európában (különösen Görögországban, Korfun) és az Amerikai Egyesült Államokban (főleg Floridában, Alabamában, Louisianában, Kaliforniában és Hawaiin).[forrás?]
Sokkal ellenállóbbak, mint más citrusok, mint például a narancsok. A Fortunella margarita forró nyarat igényel 25–38 °C hőmérséklettel, de a -10 °C alatti fagyokat is sérülés nélkül túlélheti.

## Fordítás
- Ez a szócikk részben vagy egészben  a   Kumquat című angol Wikipédia-szócikk ezen változatának fordításán alapul.  Az eredeti cikk szerkesztőit annak laptörténete sorolja fel. Ez a jelzés csupán a megfogalmazás eredetét és a szerzői jogokat jelzi, nem szolgál a cikkben szereplő információk forrásmegjelöléseként.